# Crematogaster wheeleri
Crematogaster wheeleri is een mierensoort uit de onderfamilie van de Myrmicinae. De wetenschappelijke naam van de soort is voor het eerst geldig gepubliceerd in 1919 door Mann.